# Influência social

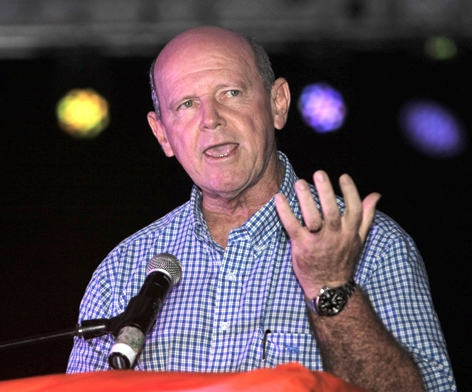
O Ministro do Turismo e Cultura das Seychelles, Alain St. Ange, no 29º Festival Kreol em Victoria.

Influência social compreende as formas pelas quais os indivíduos ajustam seu comportamento para atender às demandas de um ambiente social. Ela tem muitas formas e pode ser vista na conformidade, socialização, pressão de pares, obediência, liderança, persuasão, vendas e marketing. Normalmente, a influência social resulta de uma ação, comando ou solicitação específica, mas as pessoas também alteram suas atitudes e comportamentos em resposta ao que percebem que outros podem fazer ou pensar. Em 1958, o psicólogo da Harvard Herbert Kelman identificou três amplas variedades de influência social.
1. Conformidade normativa é o ajuste do comportamento (mas não de opnião) de uma pessoa de acordo com as expectativas sociais afim de evitar julgamentos negativos.
2. Identificação é a mudança do comportamento e atitudes de uma pessoa como resultado da admiração ou simpatia por um indivíduo ou grupo.
3. Internalização é a mudança do comportamento e atitudes de uma pessoa como resultado de incorporar valores e crenças de um grupo ou sociedade em sua própria personalidade.

Tanto a psicologia (especialmente a psicologia social), a sociologia e a antropologia a influência social é uma das bases que define nossos comportamentos dialeticamente, ou seja, modelando nossos comportamentos e sendo modelada por nossas respostas em retorno.
Sua importância para definir nosso comportamento está estimada entre 30 e 90% dependendo da definição utilizada. Definindo, na maioria das vezes subconscientemente, por exemplo, que roupa vamos utilizar, quais comportamentos são adequados em determinado ambiente, o que devemos e não devemos fazer durante uma fase de desenvolvimento e diretamente e indiretamente influenciando as leis de uma nação.
Os principais mecanismos dessa modelagem, segundo a psicologia comportamental ou behaviorismo, estão no reforçamento e punição. Sendo mais eficazes de acordo com a assertividade e a retórica do agente influenciador.
Assim por exemplo um amigo pode mediar comportamentos em outro amigo com quem tenha empatia sorrindo e elogiando quando ele executar um comportamento que lhe seja considerado como agradável e desejável e ficando com raiva e criticando comportamentos que ele considere desagradável e indesejável.